# Gustave Thibon
Gustave Thibon (francês: [tibɔ̃]; 2 de setembro de 1903 — 19 de janeiro de 2001) foi um filósofo francês. Ele foi indicado ao Prêmio Nobel de Literatura quatro vezes.

## Biografia
Embora essencialmente autodidata (ele deixou a escola aos 13 anos), Thibon era um ávido leitor - especialmente de poesia, em francês, provençal e latim. Ele ficou muito impressionado com a Primeira Guerra Mundial, que o levou a odiar o patriotismo e a democracia. O jovem Gustave Thibon viajou extensivamente, primeiro para Londres e Itália e depois para o norte da África, onde serviu nas forças armadas, antes de retornar à sua cidade natal aos 23 anos. Sob a influência de escritores como Léon Bloy e Jacques Maritain, ele se converteu ao catolicismo. A convite deste último, iniciou sua carreira literária nas páginas da Revue Thomiste.
Durante a Segunda Guerra Mundial, Thibon hospedou a filósofa Simone Weil em sua fazenda; ele publicou a obra de S. Weil, La Pesanteur et la Grâce (Gravidade e Graça), em 1947.

## Obras
| - 1933 – À Propos de Trois Récents Ouvrages de Maritain. - 1934 – La Science du Caractère. - 1940 – Poèmes. - 1941 – Destin de l'Homme. - 1942 – L'Échelle de Jacob. - 1942 – Diagnostics. Essai de Physiologie Sociale. - 1943 – Retour au Réel. - 1945 – Le Pain de Chaque Jour. - 1946 – Offrande du Soir. - 1947 – Une Métaphysique de la Communion: l'Existentialisme de Gabriel Marcel. - 1947 – Ce que Dieu a Uni. - 1948 – Chateaubriand. - 1948 – Nietzsche ou le Déclin de l'Esprit. | - 1949 – Paysages du Vivarais. - 1953 – La Crise Moderne de l'Amour. - 1959 – Vous Serez Comme des Dieux. - 1974 – L'Ignorance Étoilée. - 1975 – Notre Regard qui Manque à la Lumière. - 1975 – Entretiens avec Christian Chabanis. - 1976 – L'Équilibre et l'Harmonie. - 1985 – Le Voile et le Masque. - 1988 – Entretiens avec G. Thibon. - 1993 – Au Soir de ma Vie. - 1995 – L'Illusion Féconde. - 2006 – Aux Ailes de la Lettre. - 2011 – Parodies et Mirages ou la Décadence d'un Monde Chrétien: Notes Inédites (1935–1978). |